# 아프가니스탄 이슬람 토후국 (1996년)
아프가니스탄 이슬람 토후국(파슈토어: د افغانستان اسلامي امارات 다 아프가니스탄 이슬라미 아마라트)은 1996년 아프가니스탄에서 활동하던 탈레반 세력이 수립하여 2001년까지 존재한 국가이다. 아프가니스탄 국토의 대부분을 차지하였지만 10% 지역은 북부동맹의 통치하에 있었다. 하지만 아프가니스탄 이슬람 토후국은 국제사회로부터 아프가니스탄의 정통 정부로 승인을 얻지 못하였다. 이후 미국의 아프가니스탄 침공으로 무너지지만 2021년 탈레반 공세로 아프가니스탄 이슬람 공화국이 멸망하고 아프가니스탄 이슬람 토후국은 다시 부활하였다.
1996년부터 2001년까지 5년간 지속되었던 기존의 아프가니스탄 이슬람 토후국은 이슬람의 율법인 샤리아를 법체계로 한 신권 정치를 하였다. 이때 아프가니스탄 이슬람 토후국은 아프가니스탄 지역의 90%를 통치하였다. 나머지 지역은 아프가니스탄 구국 이슬람 통일전선(북부동맹)이 통치하고 있었다. 아프가니스탄 이슬람 토후국은 반민주주의, 반세속주의, 반서방주의(특히 미국과 이스라엘)을 통치 이념으로 했다, 음악, 텔레비전, 인터넷 등의 대중매체와 미술과 사진술 등의 예술 활동도 금지되었다. 스포츠와 레크리에이션 활동도 금지되었으며, 일부 동물들은 기르는 것도 금지되었다. 영화관들은 문을 닫거나 혹은 모스크로 개조되었다. 양력 설과 노루즈를 기념하는 것은 금지되었다. 사진과 초상화를 걸어놓는 것은 우상숭배라는 이유로 금지되었다. 여성들은 교육받거나 일하는 것이 금지되었고, 퍼다를 해야 했으며 외부로 나갈 때 남성 친척과 동행해야 하는 것을 강제하였다. 여성이 법률을 위반하면, 사형당하거나 채찍질을 받았다. 살라트는 법으로 강제되었으며, 이를 하지 않으면 체포되었다. 도박은 금지되었다. 도둑들은 손 또는 발을 절단하는 것으로 처벌하였다. 탈레반은 바미안 석불과 같은 유적들을 파괴하기도 하였다.
탈레반이 지배 세력을 확장하면서 2001년까지 북부동맹을 후퇴시키고 같은 해 9월 9일에는 북부동맹의 아흐마드 샤 마수드를 암살했다. 그러나 9.11 테러 사건 발발 직후 9.11 테러 사건의 배후로 지목된 오사마 빈라덴과 알카에다의 신병 인도를 거부하면서 미국을 비롯한 다국적군의 공격을 받게 되었다. 결국 2001년 북부동맹에 밀려나지만 2021년 탈레반 공세로 인해 20년만에 다시 부활하였다.

## 같이 보기
- 아프가니스탄 전쟁 (2001년~2021년)
- 2021년 탈레반 공세